# Tortuella abietifolia
Tortuella abietifolia är en måreväxtart som beskrevs av Ignatz Urban och Erik Leonard Ekman. Tortuella abietifolia ingår i släktet Tortuella och familjen måreväxter. Inga underarter finns listade i Catalogue of Life.